# Пагава, Этери Левановна
Этери́ Лева́новна Пага́ва (род. 13 марта 1932, Париж, Франция) — французская балерина и хореограф грузинского происхождения.

## Биография
Ребёнком она выступала на улице, когда её заметил Николай Штейн, пианист Сержа Лифаря. Обучалась балетному искусству в студии Любови Егоровой, а впоследствии занималась у Б. Князева, М. Резникова, О. Преображенской.
В 1945 году дебютировала в труппе «Балет Елисейских полей», созданной Роланом Пети и Жанин Шарра при поддержке Жана Кокто, Бориса Кохно и Кристиана Берара. Участвовала в балетах «Бродячие комедианты» Соге и «Любовные похождения Юпитера» Ибера.
С 1947 года — солистка театра Нового Русского балета в Монте-Карло.
В 1950-х — 1960-х годах была ведущей танцовщицей труппы «Балет маркиза де Куэваса», где танцевала в спектаклях «Веронская трагедия» в хореографии Жоржа Скибина (первая исполнительница, партнёр Жорж Скибин, 1948), «Ледяное сердце» (партнёр Давид Лишин), «Лебединое озеро», «Жизель».
Исполняла главные женские партии в «Спящей красавице» П. И. Чайковского, «Дон Кихоте» Л. Минкуса (1952) в труппе Балета Жанин Шарра, в 1953—1955 годах танцевала в опере-балете «Антинея» (по роману П. Бена). Поставила балеты «Легенда о сирени» на музыку Ф. Листа (1954), «Девушка и смерть» на музыку Ф. Шуберта (1963) и другие.
Также выступала в «Балете XX века», в «Ла Скала», Нидерландском балете, танцевала в классических балетах и постановках Лифаря, Нижинской, Мясина, Баланчина («Сомнамбула» на музыку Беллини в аранжировке Риети), Скибина («Веронская трагедия» на музыку Чайковского).
Является членом Грузинского землячества во Франции. Выступала на благотворительных вечерах в пользу пленных грузин, Комитета помощи грузин, больных туберкулёзом (1940-е), участвовала в ежегодных балетных спектаклях под руководством С. Лифаря в пользу Союза русских военных инвалидов и других.
В 1960-е основала вместе с мужем детский театр в Париже. В начале 1970-х основала собственную труппу «Балет Этери Пагава». Среди её постановок — «Блёстки» на музыку Шеффера (1969), «Ночь» на музыку Вивальди (1970), «Слово» на музыку Пендерецкого (1972).
В 2004 году в Париже участвовала в конференции, посвященной 100-летию Сержа Лифаря, организованной ЮНЕСКО.

## Семья
- Отец — Леван Пагава
- Мать — Асмат (урождённая Жордания), дочь Н. Н. Жордания
- Сестра — Кристин Пагава-Булье
- Муж — Жак Дуэ[фр.] (1920—2004), певец, поэт-песенник, культурный аниматор, режиссёр театра
  - Сын — Тариэл Лоурдин, режиссёр и продюсер.